# St. Valentin (Altenhausen)

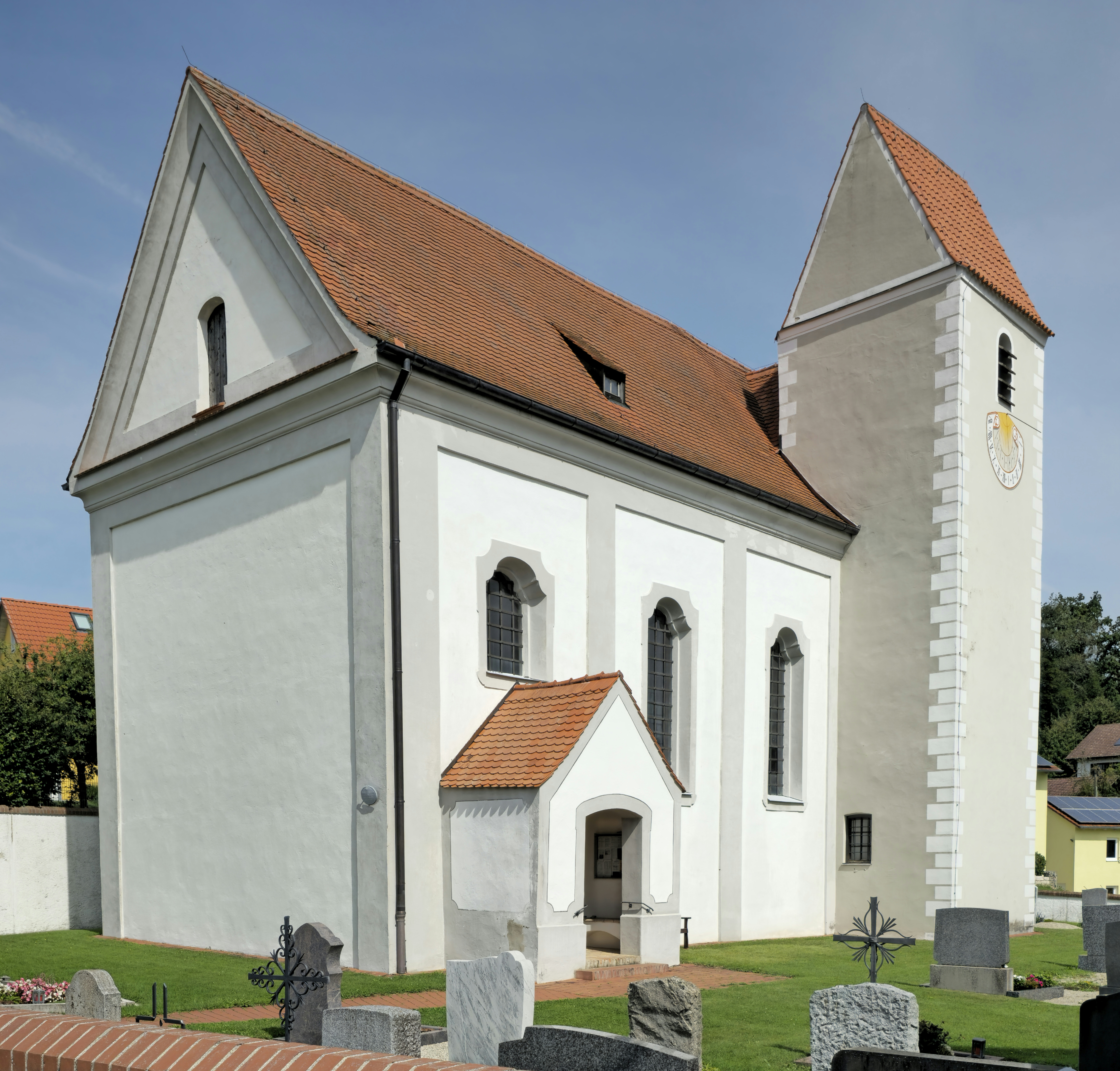
St. Valentin in Altenhausen

Die Filialkirche St. Valentin ist die katholische Kirche von Altenhausen bei Freising. Sie ist dem heiligen Valentin von Rätien geweiht. Sie wurde 1717 neu errichtet, der Turm ist gotisch. Seit 1954 gehört die Kirche zur Pfarrei Marzling.

## Geschichte
Der Überlieferung nach soll bereits der Bistumsgründer Korbinian Anfang des 8. Jahrhunderts in Altenhausen eine Kirche zu Ehren des Hl. Valentin geweiht haben. Wahrscheinlicher ist jedoch ein erster Kirchenbau unter Bischof Arbeo, der 772 geweiht wurde. Dieser Bau wurde im späten Mittelalter durch einen gotischen Neubau ersetzt. Aus dieser Zeit ist der Turm erhalten, eine Gesamtansicht der Kirche vermittelt das Altarblatt des Hochaltars.
Der Freisinger Baumeister Dominik Gläsl ließ die alte Kirche bis auf den Turm abreißen und fügte 1717 ein neues Kirchenschiff an. Der Stuck im Kirchenraum stammt vermutlich vom Freisinger Hofstukkateur Nikolaus Liechtenfurtner.

### Innenansichten

Innenraum mit Blick zum Chor
Linker Seitenaltar mit Kanzel
Chor mit Hochaltar
Rechter Seitenaltar mit Kruzifix